# 청구풍아
청구풍아(靑丘風雅)는 1473년(조선 성종 3년)~1475년 조선의 문신, 성리학자, 작가 점필재 김종직이 정리한 책으로, 삼국시대, 고려시대, 조선 전기의 유명한 시 또는 명현이 지은 시 중 일부를 선정, 엮어서 편찬, 주석을 달은 책이다. 대전광역시 유성구, 대전시립박물관에 있는 목판본 책이다. 1989년 3월 18일 대전광역시의 문화재자료 제20호로 지정되었다.

## 개요
이 목판은 삼국시대 이후부터 조선 전기까지의 유명한 시, 명현들의 시를 점필재 김종직이 일부 골라서 뽑아 평가하고, 해석을 붙인 것이다.
조선 성종 4년(1473) 김종직이 편찬작업에 착수하여 2년 후에 완성하였고, 중종 26년(1531) 공주에서 이미 출간된 책을 바탕으로 체제만 달리하여 다시 간행하였다.
구성을 보면 원집이 7권 1책, 속집이 7권 1책 등 총 2책 14권으로 되어 있다. 안동 김씨 가문에서 대대로 전해내려오던 것으로, 김수인 등의 인기(도장)가 찍혀 있다.

## 같이 보기
- 김종직

## 참고 자료
- 청구풍아 - 국가유산청 국가유산포털